# Christian Winkler (Autor)
Christian Winkler (* 31. August 1981 in Graz) ist ein österreichischer Autor.

## Biographie
Christian Winkler studierte Cultural Policy and Arts Administration am Goldsmiths College in London, Germanistik an der Universität Graz und Szenisches Schreiben bei uniT in Graz. Seine Texte erschienen in unterschiedlichen Literaturzeitschriften, deutschsprachigen Tageszeitungen, Gedichtbänden, literarischen Editionen und in einschlägigen Fachmagazinen für Theater und dramatische Texte.
Als Dramatiker gewann er 2007 den Retzhofer Literaturpreis – für sein Stück Operation Kurczak and the Art of Camouflage. Das Stück Graben (engl. Digging) wurde 2008 zu den Werkstatttagen des Wiener Burgtheaters, dem hoINK-Festival New York 2010 und an die Schaubühne Berlin eingeladen. 2018 adaptierte Winkler den Stoff für ein Drehbuch, das von MI-Film in Skopje realisiert wurde und seither zu internationalen Film-Festivals eingeladen wurde.
Für In den Arkaden gewann er den Preis der Berliner Schaubühne 2010.
Im Jahr 2024 wurde er mit dem Theaterpreis der Stadt Graz (Grazer Rüssel) ausgezeichnet. Im selben Jahr folgte eine Nominierung für den Nestroy-Preis. 
Die Dokufiktion Räuberzelle wurde am Theaterhaus Jena und im Theaterdiscounter Berlin gezeigt und wurde als Hörspiel im Österreichischen, Deutschen und Schweizer Rundfunk gesendet und vom ORF zum Hörspiel des Jahres 2013 gewählt. 2012 war er Artist in Residence in Skopje/Mazedonien und erhielt das Rom-Stipendium des Staates Österreich. Im Rahmen der Lessingtage des Thalia Theaters in Hamburg wurde von 2013 bis 2015 seine Trilogie des Zusammenlebens (Stammtisch/Maidorf/Fictional State) aufgeführt. Für das Thalia Theater in Hamburg entwickelte er außerdem die 12-teilige Theaterserie Rennbahn der Leidenschaft. Die 30-teilige Theaterserie TAYLOR AG war 2020 am Luzerner Theater zu sehen.
Lehraufträge für Regie und Performance absolvierte er an der Universität für Angewandte Kunst in Wien, HAW Hamburg und für die Kulturinitiative uniT in Graz.
Weitere Uraufführungen und Inszenierungen: Burgtheater Wien, Haus der Kulturen der Welt Berlin, Schauspielhaus Graz, Schauspielhaus Wien, Staatstheater Mainz, Kampnagel Hamburg, Arcola Theatre London, Steirischer Herbst Graz, Schauspielhaus Essen, Maxim Gorki Theater Berlin, Theater der Welt.
Zusammen mit dem Regisseur Franz von Strolchen entwickelt Winkler Konzepte und Performances und ist vorwiegend für die Textproduktion verantwortlich.

## Theaterstücke
- Operation Kurczak and the Art of Camouflage, Schauspielhaus Graz/Staatstheater Mainz, 2007
- Graben (engl. Digging), Burgtheater Wien/hotInk-Festival New York, 2008
- Don Quixote und die Helden der Mantscha, Schauspielhaus Graz, 2009
- In den Arkaden, Schaubühne Berlin, 2010
- Räuberzelle, Theaterhaus Jena, 2010
- Trilogie des Zusammenlebens (Stammtisch/Maidorf/Fictional State), Thalia Theater Hamburg, 2013–2015
- FLUKTUS – ein prekäres Trauerspiel, Schauspiel Essen, 2013
- Mein persönliches Tschernobyl, 86Festival Slavutych, Ukraine 2017
- The Impossible Vastness, Kampnagel Hamburg/Theater am Lend Graz, 2018
- Die Unscheinbaren, Luzerner Theater, 2019
- Taylor AG (30 Teile), Luzerner Theater, 2020
- Proteus – ein verlorenes Stück Erinnerung, Theater am Lend/Steirischer Herbst, 2020
- THESEUS' PARADOX, Theater am Lend/Kampnagel 2023
- BOJI, Theater am Lend/Theaterland Steiermark, 2023
- EMPIRE, Theater am Lend/Steirischer Herbst 2024

## Hörspiele
- 2012: Räuberzelle, nach Interviews mit Karl-Heinz Haiberger – Ton und Regie: Peter Kaizar (Original-Hörspiel – ORF)